# 原田睦巳
原田 睦巳（はらだ むつみ、1975年（昭和50年）9月24日 - ）は、日本の元体操選手。京都府出身。
2000年（平成12年）順天堂大学大学院スポーツ健康科学研究科コーチング科学領域を修了し、セントラルスポーツ株式会社、スタンフォード大学体操競技部のアシスタントコーチを経て、2007年（平成19年）順天堂大学スポーツ健康科学部助教、2018年（平成30年）同校教授。

## 経歴・人物
兄の影響で体操を始め、体操の強豪の洛南高校に進学。1993年に高校総体の個人総合・あん馬・跳馬で優勝。
体操が強い関東の大学への進学を考え、日本体育大学、筑波大学、順天堂大学の3校で悩んだが、当時インカレで万年4位、メダルにあと少しという状態の順天堂に「自分が入って核になれたら」という思いもあり順天堂に進学。
大学院を修了後、シドニーオリンピックを目指しセントラルスポーツにアスリート社員として入社。
2000年のシドニーオリンピックに塚原直也、藤田健一、斉藤良宏、笠松昭宏、岩井則賢と出場。団体総合では3位のロシアとわずか0.162点差の僅差で4位に終わりメダルを逃した。「『オリンピックは出ることに意義がある』と言いますが、個人的な感覚としてはやはり結果を残さないとダメだと思っていたので、自分自身がそれを果たせなかったことが不甲斐なくて本当に悔しかったですね。結果を残したかったです。」と語っている。
平行棒のD難度の技「ハラダ」（前振りあがり後方かかえ込み宙返り1/2ひねり腕支持）に名を残す。
2003年に選手を引退し、順天堂大学体操競技部のコーチとなり、2004年アテネオリンピック、2020年東京オリンピックなどでコーチを務めた。1年間、アメリカのスタンフォード大学体操競技部のアシスタントコーチも務めた。
教え子に田中佑典、加藤凌平、萱和磨、谷川航、橋本大輝、宮田笙子らがいる。
宮田笙子が飲酒、喫煙の発覚で2024年パリオリンピック代表を辞退した問題で、同年7月19日付で日本体操協会の強化スタッフを引責辞任した。

## 成績
全日本体操競技選手権大会
- 1997年 跳馬：優勝
- 1999年 ゆか：優勝
- 2001年 跳馬：優勝

アジア大会
- 1998年 団体総合：銅メダル
- 2002年 団体総合：銅メダル

シドニーオリンピック
- 団体総合：4位
- 個人総合：予選58位